# 盖朗厄尔峡湾
盖朗厄尔峡湾 （Geirangerfjorden）是挪威默勒-鲁姆斯达尔郡最南部南默勒地区的一个峡湾。它是斯图尔峡湾的一个分支，长达15公里。在峡湾的源头坐落着小村庄盖朗厄尔。
该峡湾是挪威最受欢迎的旅游地之一，2005年与纳柔依峡湾一起被联合国教科文组织列为世界遗产，尽管如今由于有争议建立跨海湾电源线的计划使该状态受威胁。
盖朗厄尔峡湾受到Åkerneset山的持续威胁，这座山即将侵蚀峡湾。一次塌崩会产生一个海啸，在10分钟内袭击包括盖朗厄尔和海勒叙尔特在内的附近几个城镇。
沿着峡湾的两岸有大量废弃的农场，一些修复工作已经开始。其中游览者最多是 Skageflå、Knivsflå 和 Blomberg。Skageflå 也可以从盖朗厄尔步行抵达，其他几个农场需要乘船游览。峡湾还有一些壮丽的瀑布。
汽车轮渡和游览游船由西北挪威峡湾1公司（Fjord1 Nordvestlandske）运营。其运营区间为盖朗厄尔和海勒叙尔特之间。

## 照片

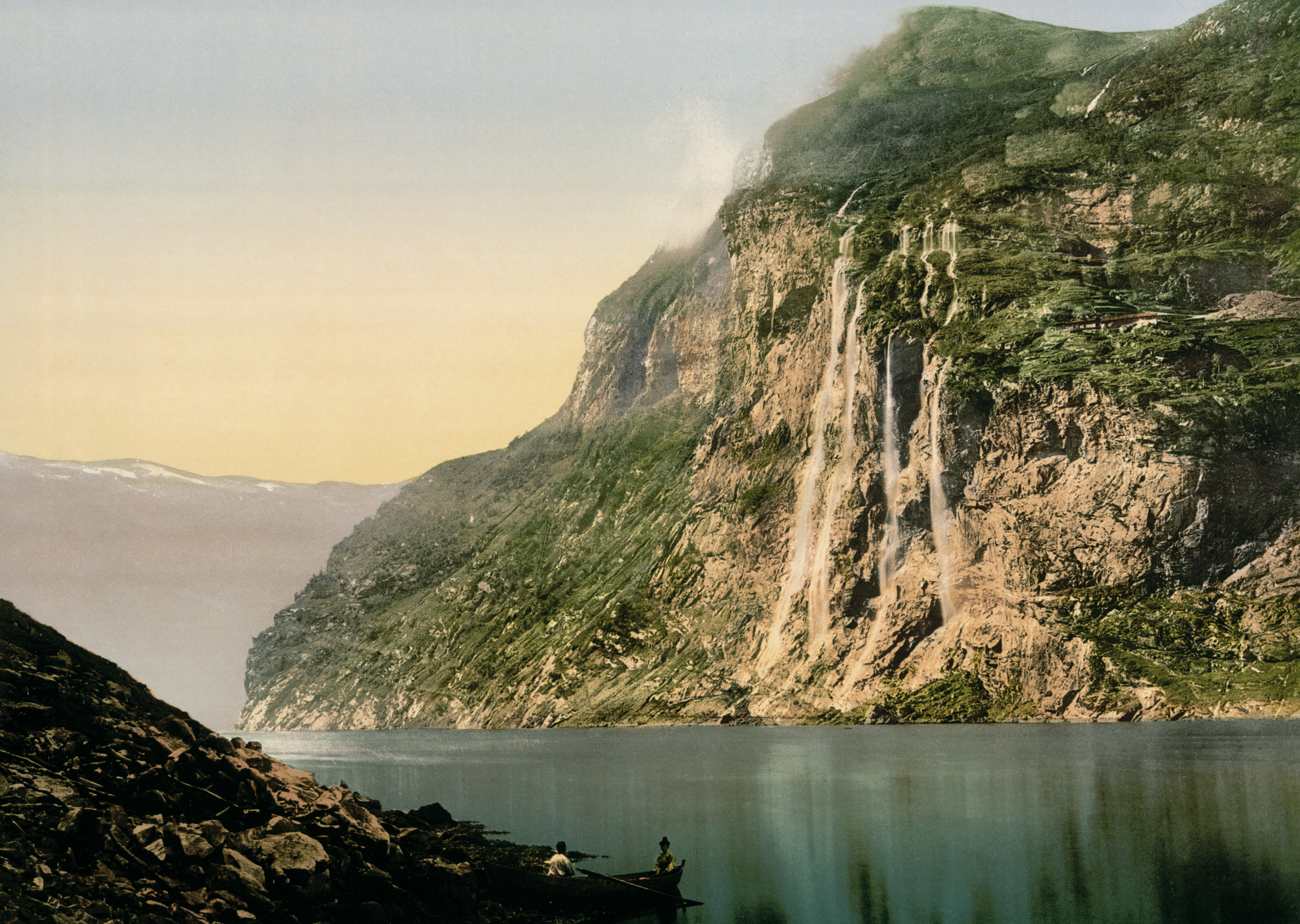
七姐妹瀑布一帶峽灣的歷史照片.
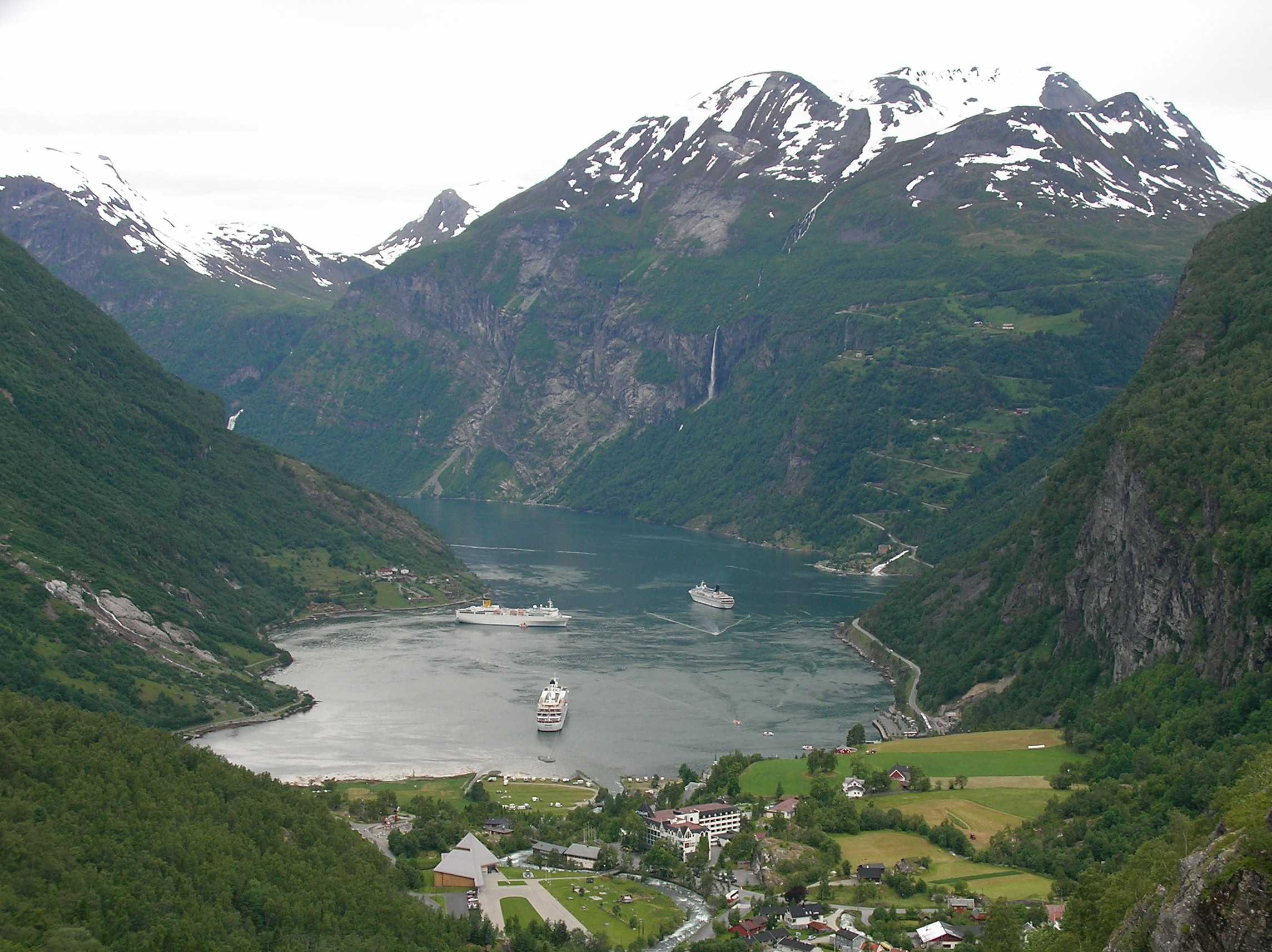
盖朗厄爾峽灣裡部.
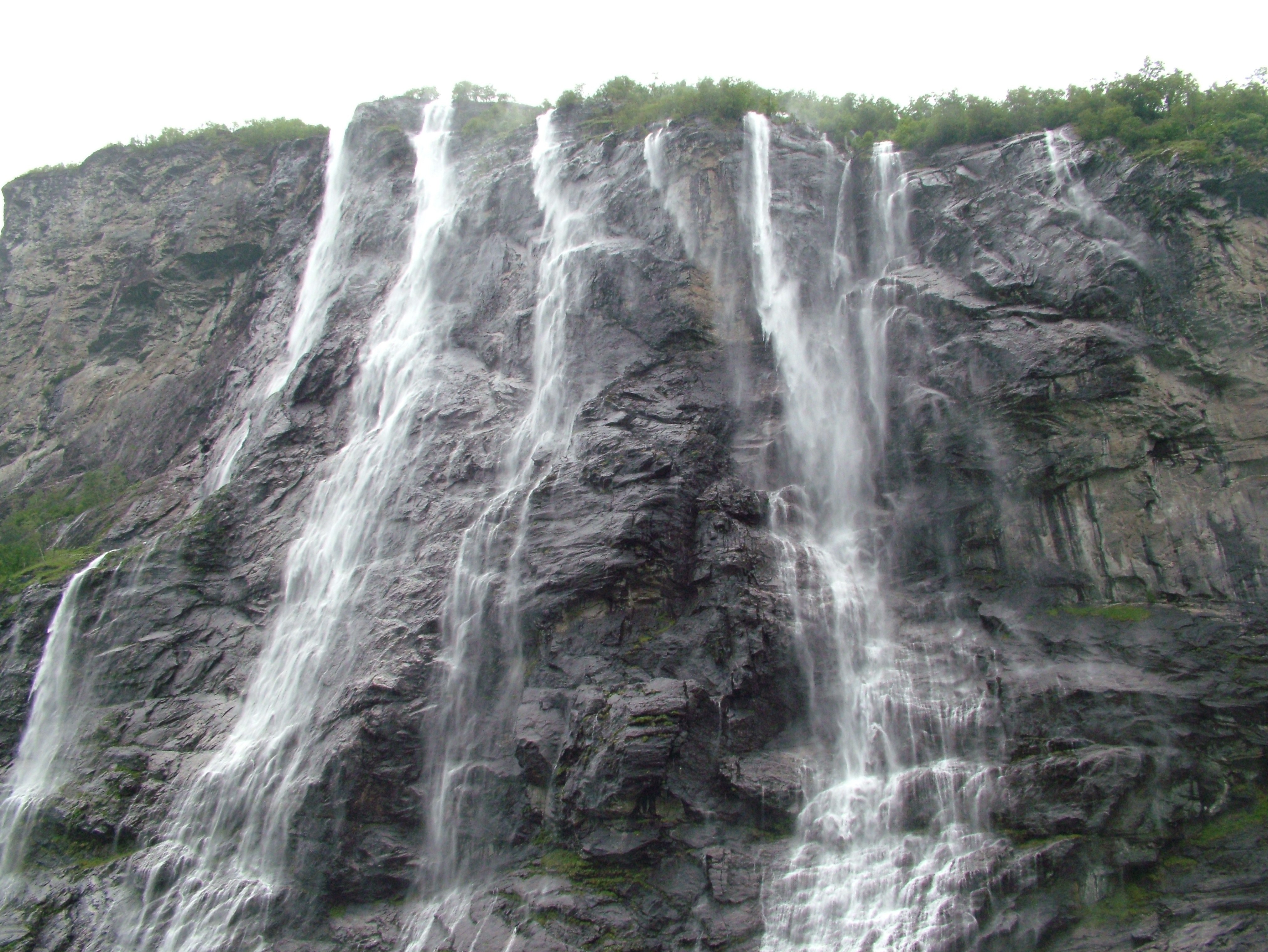
七姐妹瀑布一路奔向盖朗厄爾峽灣.